# ギャル鉄
『ギャル鉄』（ギャルてつ）は 松山せいじによる日本の漫画。『チャンピオンRED』（秋田書店）にて、2020年10月から2022年8月号まで連載。松山の鉄道漫画としては『鉄娘な3姉妹』『ゆりてつ』に続く作品である。JRグループ（四国・JRTT・IHRAを除く、貨物・総研・システムは「矢」を採用）が使用している「鉃」（鉄の代用漢字、本当は違う意味）をタイトルロゴに採用している。

## あらすじ
新宿駅で男性サラリーマンがギャルにぶつかり、相手に中央線で山梨県の四方津へ連れて行かれる。サラリーマンは彼女が鉄道マニアであることを知り、2人はそれから連れ立って鉄道旅行に出かけるようになる。さらに2人は横浜、浦安、新幹線乗車などと鉄道活動を行う。

## 制作の経緯
前述した『鉄娘な3姉妹』『ゆりてつ』は小学館の『月刊サンデーGX』で連載された、いずれも鉄道に興味ある少女たちの物語。松山は家族による『鉄娘な3姉妹』、学校サークルによる『ゆりてつ』に続き、鉄道マニア少女とサラリーマン男性の物語を温めていた。まず『小さな鉄のメロディ』として『COMIC鉄ちゃん』に掲載（辰巳書店が鉄道アンソロジー漫画雑誌として2014年に創刊）するが、一号のみ出しての廃刊で連載は終了（事実上の読み切り）。6年後になって秋田書店とのタッグで実現することになった（『小さな鉄のメロディ』は清楚な女子高生と眼鏡かけないサラリーマンのバディものであったが、松山はキャラクター設定を若干変更した上での復活を行う）。また、日田彦の体格、ミオの在籍する学校から前者2本の続編を意識している（『小さな鉄のメロディ』の主人公が『ゆりてつ』のラストシーンに登場しているのも理由の一つである）。

## 登場人物

### 主要人物
主要2人は、『小さな鉄のメロディ』の登場人物を若干キャラクター変更しての再登板となっている（女子高生はおっとり清楚な感じからギャル女子に、サラリーマンは裸眼中肉中背から眼鏡巨体に変更されている）。#14、#18では2人は着物を借りて和服ツーショット（＃18では同窓会グループも和服）。
後藤寺ミオ（ごとうじ ミオ）
主人公。見た目はギャルメークな女子高生だが、実はハードコアな鉄道マニア（爪以外は天然で、金髪なのは曽祖母からの遺伝）。彼女の胸にぶつかった日田彦を拉致して連れてきたところは以前、小さいころに兄・イタと訪問したところであったという。横浜ではシューマイ弁当を「シウマイ弁当」と丁寧に訂正している。彼女が感動するときは「僥倖（ぎょうこう）」という言葉を発する。名前の漢字表記は「三緒」、3番目の子供で次女（上に兄と姉がいる）。私立百合ヶ咲第二女子高等学校（彼女曰く進学校らしい、本校のある東京日野にあるかは不明）二年生の16歳、身長は靴の高さ込みで141cm、体重は58kg、そして巨乳（同じ世代にしては低身長で重め、ミオは日田彦に鉄道に関する数字になぞらえて説明）。鉄道活動をすることも含めて資金捻出のため、鉄道模型店のアルバイトをしている（なぜかメイド制服）。日田彦のことは「日田彦お兄ちゃん（おじさん）」と呼ぶ。彼女が鉄道好きになったのはイタの影響が強いらしく、かなりのブラコンのようである。百合ヶ咲学校に志望時、面接した教師陣に「（天然であることはわかっているが）その身なりと顔は何とかしてほしい」と言われ、黒髪に染めて眼鏡をかけて地味目にしていたが、2009年のニュースで「ブラック校則の廃止をする学校、続々。」を知り、偶然見かけた日田彦に上司が言った一言を受けて「ありのままの自分」に戻す。教師たちは困惑するが、他の生徒たちの賛同を受けて学校側は彼女の「天然」を受け入れる事になった。
氏名の由来は、後藤寺線と沿線の上三緒駅（また三番目の子供と理由も含めて）からつけられた。
田川日田彦（たがわ ひたひこ）
うだつの上がらない眼鏡のサラリーマン（平凡商事営業部所属）。ミオの胸にぶつかってしまい、そのまま拉致されたが「連れていきたい場所を一緒に見るだけ」とわかり、一安心。彼女の鉄道を語る表情に癒され、その後もミオと鉄道活動をすることとなった（ほぼ毎回のようにミオの胸にぶつかって一緒に過ごす羽目になる）。また、イタと体格が似ているという事もあり、なぜか気に入られて連れまわされる（イタと同じく下戸でもある）。営業マンらしく、毎回ショルダーバックを背負って営業活動などするたびにミオの胸にぶつかってしまい、鉢合わせする。兄弟は姉（子持ち）がいる。ミオのことは「後藤寺さん」と呼んでいて、出会ったきっかけもあって低姿勢である（毎回のサブタイトルにもつながる）。身長は195cm（十分背が高い方である）。
氏名の由来は、田川後藤寺駅と接続する日田彦山線からつけられた。

### ミオの親族
後藤寺家はミオ、姉、兄の３兄妹だが、兄は外国在住で妻子がおり、当人たちはミオの親戚となる。1巻末のおまけ漫画にはミオに「お姉さん」と呼ばれる女性と共演しているが、松山がかつて連載していた漫画の登場人物であり、ミオ姉ではないらしい。
後藤寺イタ（ごとうじ イタ）
#05で初登場（写真だけの登板）。ミオとの写真はかつてバイトしていた店に残っていて、女将曰くそこでは串打ちをしていたという。ミオの兄で、鉄道好き。ミオが鉄道好きになったきっかけを作った人である。ミオはかなりのブラコンで、彼の話をよく日田彦に話す。現在は、仕事で海外に滞在中。ミオが小さいころによく鉄道活動に同伴させていたが、なぞるように毎回偶然出くわす日田彦と鉄道活動をする。日田彦とは背格好がほぼ同じで、それもあって日田彦はミオに気に入られている。
#19では顔全部は出ないものの、セリフつきで登場。#20では駅員になっていて、妻と（長女・ウルシオ以外に）5人の子供がいることが判明。ミオが手紙で「日田彦氏は恋人」と宣言したのに驚く彼に、妻が「ミオの好きにさせなさい」と怒る（妻曰く、彼もシスコン気が少しあるらしい）。
氏名の由来は、ミオの姓と日田彦山線・田川伊田駅。
後藤寺ウルシオ
#11，12で初登場した（ほか＃15）、ミオの姪（イタの娘）。背が高いのと体格がいいのはイタに似ていて、イタが長期勤務先の外国で国際結婚をして生まれた、浅黒い肌の娘。日本語は少し理解できる程度で、ミオがしばしば通訳している。（日田彦と初めて出会った当初は）10歳でミオとは5・6歳ぐらいしか年齢が離れていない。イタの影響からか鉄道オタクで、ミオと同じく「僥倖」を連発する。イタや日田彦より背が高く、身長は285cm。
名前の由来は、廃止された漆生線（うるしおせん、ミオ、日田彦と同じく筑豊地域）から命名。

### 「ゆりてつ」関係者
ミオが通学している学校の関係もあり、系列高校の先輩にあたる鉄道部員OGと親しい。ミオの通う学校の系列つながりで、#16では本校（第一高校）鉄道部（略称「ゆりてつ」）のメンバー（一期生の能登まみこ、鶴見はくつるのみ登場、ミオの先輩にあたる）と一緒に山梨リニア体験乗車会に参加。＃18では、まみこ・はくつるが川越でミオたちと同流する。
能登まみこ
唯一、（扉絵・おまけ漫画以外の本筋で）松山の鉄道前2部作に続いての登場。ミオの話で、まみこの参加している能登財閥は日田彦の勤務する会社との取引があり、日田彦のことを知っているらしい（ミオと日田彦は恋愛関係になるのではないかと最初に思った人でもある）。
鶴見はくつる
「ゆりてつ」に続いて2作目の登場。ミオの話でAIゆたかさんの開発者（生みの親）と判明（はくつるはまみこ父の創設した子会社でブイチューバーやアプリ開発をしている）。まみこ、はくつるはミオ、日田彦、ウルシオとともにリニア体験乗車をする（AIゆたかさんもリモートで参加）。

### その他の人物
＃18の川越編で、主要2人が八三内の女将、ウルシオ、まみこ、はくつる、ゆたかさんが再会して同窓会回となっている。
八三内の女将（やみうちのおかみ）
#05に登場。東京・葛飾区立石「のんべえ横丁」にある居酒屋「もんじゃ八三内」の店主。ミオの兄・イタが昔アルバイトをしていた店だったことから、ミオと同伴した日田彦を見てイタと勘違い。ミオは10年前までも来ていたことから、イタの顔見るついでによく来店していて、女将や常連客とも顔なじみである。彼女の話と写真から日田彦はミオがノーメイクであることを知る（それまではギャルメイクだと思っていたらしい）。なお、ミオと同じく巨乳である。だが、店は再開発で廃業することが決まり（息子が新橋に開業するラーメン店に移る予定）、それもあってミオは日田彦を誘って来店した。＃18では息子、孫娘（息子の娘）と川越デートをしている。
AIゆたかさん（あい ゆたかさん）
#10に登場（#16、#18ではリモートだけの登板）。高輪ゲートウェイ駅のヴァーチャル駅員。スマホアプリとの連携会話でミオと顔なじみになっている。本名は「Artificial Intelligence No:JC福北ゆたか」（筑豊地域を通る福北ゆたか線から命名）だが、ミオと友人（実は開発者、はくつる）の話によるレコード注入で暴走することもある。日田彦のことを冗談で「デコ助野郎」と呼ぶこともある。
八三内の息子、孫娘
#18に登場。廃業した「八三内」の女将とともに川越デートしたところ、ミオ、日田彦、ウルシオ、まみこ、はくつると出会い、「ギャル鉄」同窓会旅となった（2人は初対面）。

## 旅先
大概、ミオが毎回のように偶然出会う日田彦を巻き込んでツアー（鉄道活動）を行う。
コモアブリッジ
#01に登場。中央線・四方津駅前の下部駅から住宅街のある上部駅を結ぶ、エスカレーターと斜行エレベーター。近くの猿橋駅にあったシャトル桂台のモノレール（スロープカー）は廃止された。
新幹線
#02・04・11・12に登場。ミオは東海道新幹線でシウマイ弁当を食べんがためだけに東京 - 新横浜を登校前にエクストリーム活動をしていた。東北新幹線で大宮を降りて鉢合わせしたミオは日田彦を連れて鉄道博物館へ見学。ウルシオがミオと日田彦を追いかけるのに、東海道新幹線で新横浜駅へ先回りしている。上越新幹線で東京へ帰る予定の日田彦は上毛高原駅でミオ・ウルシオと再会、もうすぐ引退する二階建て新幹線MAXE1系に3人で名残を惜しむかのように乗車（ミオによれば車両の老朽化とバリアフリー問題からだという）。
浦安パークライン
#03に登場。ディズニーリゾートラインに酷似する架空の路線で、車両外観、駅数、最寄駅名などが異なっている。#11でもミオと日田彦がウルシオから逃亡するのに使われていた。
京成押上線
#05に登場。この回は鉄道バリューこそ少ないが、ミオ兄妹の貴重なプレイバックのロケ地となっている。
土合駅
#06に登場。ミオが群馬・水上で出会った日田彦を巻き込んで訪問。「モグラ駅」（山岳地下駅）の一つ。
世田谷区立SL
#07に登場。区立世田谷公園にあるミニSL（東京都内で数少ない区立鉄道）。
秋葉原ミルクステーション
#08に登場。ミオおすすめのミルクスタンド。秋葉原駅改札内、ホームにあるので「飲み鐵（酒呑み鐵ではない）」にとって人気スポット。
札沼線
#09に登場。北海道医療大学 - 新十津川間が令和2（2020）年5月6日に廃止されることになり、ミオと日田彦は「葬式鐵」よろしく乗車しに来た。なお、ミオはイタと乗車したことがあるという。
高輪ゲートウェイ駅
#10に登場。ミオが日田彦を誘って来訪した山手線新駅。そこでミオと親しいAIゆたかさんと出会う。
ゆりかもめ
#11、13、14に登場。仕事で有明を訪問していた日田彦をミオが誘ってデート、さらに大江戸温泉物語にも入浴（ウルシオ初登場の#11は少しだけ登場）。
常磐線
#15に登場（#11は少しだけ登場）。ミオ、ウルシオが日田彦を誘い、我孫子駅名物（ミオたちは唐揚げうどん、「ゆりてつ」では石塚まろんが唐揚げそば）を食する。
山梨県立リニア見学センター
#16に登場。応募したリニア体験乗車会に当選したミオ、日田彦、ウルシオ、ゆりてつ一期生がリニアを見物しに訪問。
箱根登山鉄道（小田急箱根）
#17に登場。箱根湯本駅で日田彦とミオが出会い、箱根登山電車・箱根登山ケーブルカー・箱根ロープウェイ（当時は合併前のため別会社）に乗車する予定が、強風のためにロープウェイが運休。ロープウェイはあきらめて早雲山駅の足湯に浸かる。
川越線
#18に登場。仕事で来た日田彦が川越線に乗り、川越駅でミオにつかまり駅前の貸衣装屋で着物を借りて2人でお菓子横丁を行脚。ウルシオたちかつて「ギャル鉄」で出会った人々と再会して、「同窓会」旅へ。「ギャル鉄」同窓会グループは時の鐘で記念写真を撮影。
サンライズ瀬戸
#19に登場。営業で成功して美酒に酔う日田彦。東京駅で再会してそれを知ったミオにお祝いとして「サンライズ」に一緒に乗せる。実は小学生だったころに学生時代の日田彦に出会っていることをミオが打ち明ける。
日田彦山線と平成筑豊鉄道
#20に登場。サンライズ瀬戸と山陽新幹線を乗り継いで、主要2人と兄（イタ）に因んだ駅巡りをすることになったミオと日田彦。

## 書誌情報
- 松山せいじ 『ギャル鉃』 秋田書店〈チャンピオンREDコミックス〉、全2巻
  1. 2021年9月17日発売[2]、ISBN 978-4-253-23208-1
  2. 2022年8月19日発売[3]、ISBN 978-4-253-23209-8